# Andrzej Ptak
Andrzej Ptak (ur. 13 października 1938 w Michorzewie, zm. 26 maja 2018 w Poznaniu) – polski hokeista na trawie, olimpijczyk z Rzymu 1960.

## Życiorys
Zawodnik Warty Poznań z którym to klubem zdobył w latach 1963–1971 9 tytułów mistrzów Polski na otwartym stadionie oraz 4 tytuły w hali (1963, 1967, 1969, 1971).
W reprezentacji narodowej rozegrał 45 spotkania zdobywając 6 bramek.
Na igrzyskach olimpijskich 1960 roku zajął wraz z drużyną 12. miejsce w turnieju hokeja na trawie.
Po zakończeniu kariery sportowej działacz sportowy i sędzia.